# Лангаришо
Лангаришо (тадж. Лангаришоҳ) — деха́ (сельский населённый пункт) в Таджикабадском районе РРП Таджикистана. Входит в состав сельской общины (джамоата дехота) Лангаришо, его административный центр. Расстояние от села до центра района (пгт Таджикабад) — 20 км. Население — 1968 человек (2017 г.), таджики. Население в основном занято сельским хозяйством (животноводство и растениводство). Земли орошаются главным образом водами горных источников.